# Philippe de Vitry
Philippe de Vitry (Vitry, 31 oktober 1291 – Meaux, 2 juni 1361) was een Frans componist en muziektheoreticus, maar daarnaast ook bisschop, dichter en diplomaat.
Hij was secretaris van Karel IV en Filips VI van Frankrijk en later van 1351 tot 1361 bisschop van Meaux. Hij is bekend voor zijn vernieuwing in de muzieknotatie - vooral op ritmisch gebied - en is samen met Guillaume de Machault de belangrijkste vertegenwoordiger van de Ars nova. Van zijn composities zijn slechts enkele motetten (op eigen tekst) bewaard gebleven. Hij schreef het muziektraktaat Ars nova (ca. 1322–1323), dat een verhandeling is over de muziek die hij en Guillaume de Machault in zwang brachten. Blijkens getuigenissen van tijdgenoten die in hem een universeel geleerde zagen, heeft hij zich ook bewogen op het terrein van de metafysica, de mathematica en de dichtkunst.

## Uitgaven
- L. Schrade, in: Polyphonic music of the 14th century, I (1956)
- 'Ars Nova', A. Gilles en J. Maillard, in: Musica Disciplina, 10 (1956; met transcripties en vertaling van de tekst), blz. 5–33, en 11 (1957), blz. 12–30
- 'Ars nova', G. Reany e.a., in: Corpus Scriptorum de Musica, 8 (1969).

- Bibsys: 5025458
- Biblioteca Nacional de España: XX1724557
- Bibliothèque nationale de France: cb13925246m (data)
- CiNii: DA12604345
- Gemeinsame Normdatei: 118805517
- International Standard Name Identifier: 0000 0001 1593 5878
- Library of Congress Control Number: n85205418
- MusicBrainz: c7afae27-844a-4361-854b-0afe20218639
- Nationale Bibliotheek van Tsjechië: xx0025202
- Nationale bibliotheek van Australië: 35726387
- Nationale Bibliotheek van Israël: 987007269658405171
- Nationale Bibliotheek van Polen: a0000002628689
- Nederlandse Thesaurus van Auteursnamen: 068027877
- Réseau des bibliothèques de Suisse occidentale: 02-A000173322
- Istituto Centrale per il Catalogo Unico: SBLV286124
- LIBRIS: 266426
- SNAC: w6zq1v2c
- Système universitaire de documentation: 027070581
- Trove: 1060022
- Virtual International Authority File: 10035697
- WorldCat: E39PBJvMBwVhKBpmb4tqYbBpT3